# Why You Wanna Treat Me So Bad?
Why You Wanna Treat Me So Bad? is een single van Prince. De single werd begin 1980 uitgebracht en is afkomstig van het album Prince. Het was de opvolger van I Wanna Be Your Lover, zijn eerste Amerikaanse hit. Why You Wanna Treat Me So Bad? werd alleen in de Verenigde Staten en Nieuw-Zeeland uitgebracht.
Het nummer is de eerste meer rock-georiënteerde single van Prince. De single bereikte echter niet de top 40 van de Verenigde Staten.
Het nummer gaat over een verschrikkelijke geliefde. De basgitaar en elektrische gitaar zijn prominent aanwezig, waarbij de keyboard een minder belangrijke rol voor zich neemt. Het hoogtepunt van Why You Wanna Treat Me So Bad? komt aan het einde van het nummer met een zinderende gitaarsolo geschreven door André Cymone.
De B-kant van de single was Baby voor de Verenigde Staten en Bambi voor Nieuw-Zeeland.